# Internationaler Violinwettbewerb Leopold Mozart in Augsburg
Der Internationale Violinwettbewerb Leopold Mozart in Augsburg zählte zu den angesehensten Violinwettbewerben weltweit. Er wurde ab 1987 in Erinnerung an Leopold Mozart, den Vater von Wolfgang Amadeus Mozart, in meist dreijährigem Turnus in Augsburg veranstaltet und fand letztmals 2019 statt.

## Geschichte
Leopold Mozart (1719–1787) wurde in Augsburg geboren und veröffentlichte dort 1756, dem Geburtsjahr seines Sohnes, sein Lehrwerk Versuch einer gründlichen Violinschule. Ziel des neu geschaffenen Violinwettbewerbs war es, den Ruf Augsburgs als einziger deutscher „Mozartstadt“ zu stärken und die musikalische Jugend zu fördern. 
Die Idee für einen internationalen Violinwettbewerb in Augsburg entstand Anfang der 1980er-Jahre unter Klaus Volk, dem damaligen Direktor des städtischen Leopold-Mozart-Konservatoriums, und wurde durch Spenden Augsburger Bürger und Unternehmer unterstützt. Am 7. Juli 1986 gründete sich der gemeinnützige Verein Leopold-Mozart-Kuratorium Augsburg e. V. Dieser war Träger des Wettbewerbs in Kooperation mit der Stadt Augsburg und dem Musikinstitut der Stadt, das von 1948 bis 2008 Leopold-Mozart-Konservatorium und anschließend Leopold-Mozart-Zentrum hieß und heute Leopold Mozart College of Music der Universität Augsburg heißt. 
Der Wettbewerb war ab 1993 Mitglied im Weltverband der Internationalen Musikwettbewerbe (WFIMC). 
Nach zehn erfolgreichen Austragungen, zuletzt im Jahr 2019 anlässlich des 300. Geburtstags von Leopold Mozart, musste der Wettbewerb aus wirtschaftlichen Gründen eingestellt werden.

## Teilnahme und Ablauf
Bewerben konnten sich Geigerinnen und Geiger zwischen 15 und 30 Jahren. 
Welche Werke zu interpretieren waren, wurde im Vorfeld jedes Wettbewerbs jeweils neu festgelegt. Die Finalisten spielten immer ein Konzert für Violine und Orchester von Wolfgang Amadeus Mozart.
Betreut vom Leopold-Mozart-Zentrum der Universität Augsburg wurde 2013 ein Werk von Ignaz von Beecke aus der Oettingen-Wallersteinschen Sammlung neu ediert und erstmals nach über 200 Jahren im Wettbewerbs-Repertoire wiederaufgeführt. 
Im Jahr 2016 wurde für die zweite Runde des Wettbewerbs ein Klaviertrio von Franz Xaver Kleinheinz (1765–1832), eine Kammermusikkomposition für Klavier, Violine und Violoncello, vom Hammerklavierspezialisten Christoph Hammer für den Wettbewerb herausgegeben und mit ihm zur Aufführung gebracht.
Ab 1999 gehörten zum Repertoire der zweiten Runde Auftragskompositionen, so von Rodion Shchedrin (4. Violinwettbewerb 1999), Wilfried Hiller (5. Violinwettbewerb 2003), Viktor Suslin (6. Violinwettbewerb 2006) und Firəngiz Əlizadə (7. Violinwettbewerb 2009). Das Auftragswerk des 9. Violinwettbewerbs 2016 – Florilegium – Hommage à Leopold Mozart von Johannes X. Schachtner – stellte mit Variationen über Musik von Leopold Mozart den wenig gespielten Komponisten in den Mittelpunkt. Das Auftragswerk des 10. Violinwettbewerbs 2019 stammte von Elżbieta Sikora.
Bei den Wettbewerben 2006, 2009 und 2016 gab es parallel zur international besetzten Fachjury auch eine Jugendjury. 
Beim letzten Wettbewerb im Jahr 2019 wurden aktuelle und ehemalige Studenten der Juroren sowie des künstlerischen Leiters beim Wettbewerb nicht zugelassen; außerdem nahmen statt zuvor rund 50 nur noch 24 Geiger teil. Beurteilt wurden die Teilnehmer 2019 von einer internationalen Jury, die aus Geigern sowie Persönlichkeiten aus anderen Musikbereichen bestand. Erstmals beurteilte auch eine Kritiker-Jury mit internationalen Musikjournalisten die Kandidaten. Neben musikalischem und technischem Können wurden auch kommunikative und soziale Aspekte in der Probenarbeit zum Kammermusikwerk bewertet, ebenso wie Fähigkeiten zur sinnvollen eigenständigen Programmzusammenstellung. Durch die Reduktion auf drei Runden (statt vier) war der Wettbewerb zuletzt zudem drei Tage kürzer als zuvor.

## Preise
Der Mozartpreis ging an den 1. Preisträger. Weitere Geldpreise gab es für die Zweit- und Drittplatzierten. Hinzu kamen diverse Sonderpreise sowie Jugendförderpreise. Darüber hinaus wurden den Preisträgern Konzertengagements in ganz Europa in Aussicht gestellt.
Beim 10. Wettbewerb 2019 wurde um Preisgelder in einer Gesamthöhe von rund 50.000 Euro gespielt.

## Preisträger
1987 – 1. Internationaler Violinwettbewerb Leopold Mozart:
- 1. Preis: Isabelle Faust (Deutschland)
- 2. Preis: Sigrun Edvaldsdottir (Island)
- 3. Preis: Anette Behr (Deutschland)

1991 – 2. Internationaler Violinwettbewerb Leopold Mozart:
- 1. Preis: Benjamin Schmid (Österreich)
- 2. Preis: Joji Hattori (Japan)
- 3. Preis: Kyung-Sun Lee (Korea)

1995 – 3. Internationaler Violinwettbewerb Leopold Mozart:
- 2. Preis ex aequo: Felicitas Clamor-Hofmeister (Deutschland)
- 2. Preis ex aequo: Riyo Uemura (Japan)
- 3. Preis: Asuka Sezaki (Japan)
- 4. Preis: Nicolai Satschenko (Russland)
- Publikumspreis: Nicolai Satschenko (Russland)

1999 – 4. Internationaler Violinwettbewerb Leopold Mozart:
- 1. Preis (Mozartpreis): Lena Neudauer (Deutschland)
- 2. Preis: Bogdan Zvoristeanu (Rumänien)
- 3. Preis: Naoko Ogihara (Japan)
- Publikumspreis: Lena Neudauer (Deutschland)
- Richard-Strauss-Preis: Lena Neudauer (Deutschland)
- Rodion-Shchedrin-Preis: Bogdan Zvoristeanu (Rumänien)
- Sonderpreis Richard-Strauss-Sonate: Naoko Ogihara (Japan)

2003 – 5. Internationaler Violinwettbewerb Leopold Mozart:
- 1. Preis (Mozartpreis): Suyoen Kim (Korea)
- 2. Preis: Ye-Eun Choi (Korea)
- 3. Preis: Sophia Jaffé (Deutschland)
- Publikumspreis: Suyoen Kim (Korea)
- Sonderpreis für die beste Interpretation des zeitgenössischen Auftragswerks: Suyoen Kim (Korea)

2006 – 6. Internationaler Violinwettbewerb Leopold Mozart:
- 1. Preis (Mozartpreis): Yura Lee (Korea)
- 2. Preis ex aequo: Gahyun Cho (Korea)
- 2. Preis ex aequo: Yuki Manuela Janke (Deutschland)
- Publikumspreis: Yura Lee (Korea)
- Preis der Jugendjury: Yura Lee (Korea)
- Sonderpreis für die beste Interpretation des zeitgenössischen Auftragswerks: Nurit Stark (Israel)

2009 – 7. Internationaler Violinwettbewerb Leopold Mozart:
- 1. Preis (Mozartpreis): Jehye Lee (Korea)
- 2. Preis: Friederike Starkloff (Deutschland)
- 3. Preis: Roman Patočka (Tschechische Republik)
- Kammermusikpreis ex aequo: Jehye Lee (Korea)
- Kammermusikpreis ex aequo: Roman Patočka (Tschechische Republik)
- Preis für die beste Interpretation des zeitgenössischen Auftragswerks: Terauchi Shiori (Japan)
- Preis der Jugendjury: Roman Patočka (Tschechische Republik)
- Publikumspreis: Jehye Lee (Korea)

2013 – 8. Internationaler Violinwettbewerb Leopold Mozart:
- 1. Preis (Mozartpreis): Maia Cabeza (Kanada)
- 2. Preis: Jonian Ilias Kadesha (Griechenland/Albanien)
- 3. Preis: Thomas Reif (Deutschland)
- 4. Preis: Young uk Kim (Südkorea)
- Kammermusikpreis: Jonian Ilias Kadesha (Griechenland/Albanien)
- Sonderpreis für die beste Interpretation eines zeitgenössischen Werks: Maia Cabeza (Kanada) / Ken Schuhmann (Deutschland)
- Publikumspreis: Jonian Ilias Kadesha (Griechenland/Albanien)

2016 – 9. Internationaler Violinwettbewerb Leopold Mozart:
- 1. Preis (Mozartpreis): Ji Won Song (Südkorea)
- 2. Preis: Ziyu He (China)
- 3. Preis: Jae Hyeong Lee (Südkorea)
- Preis der Jugendjury: Jae Hyeong Lee (Südkorea)
- Sonderpreis CD-Produktion: Ji Won Song (Südkorea)
- Publikumspreis: Ji Won Song (Südkorea)
- Preis des Münchner Rundfunkorchesters: Jae Hyeong Lee (Südkorea)
- Sonderpreis „Auftragswerk“: Ziyu He (China)
- Sonderpreis „Schwäbische Kammermusik“: Haruna Shinoyama (Japan)
- Sonderpreis „Kronberg Academy“: Ziyu He (China)

2019 - 10. Internationaler Violinwettbewerb Leopold Mozart:
- 1. Preis (Mozartpreis): Joshua Brown (USA)
- 2. Preis: Karisa Chiu (USA)
- 3. Preis: Kaoru Oe (Japan)
- Sonderpreis „Auftragswerk“: Kaoru Oe (Japan)
- Sonderpreis „Kammermusik“: Simon Wiener (Schweiz)
- Sonderpreis der Kritiker-Jury: Simon Wiener (Schweiz)
- Publikumspreis: Joshua Brown (USA)
- Sonderpreis „CD-Produktion“: Joshua Brown (USA)
- Jugendförderpreis: Hyojin Kan (Südkorea), Naoko Nakajima (USA/Japan), Hsin-Yu Shih (Taiwan), Sara Zeneli (Italien)
- Sonderpreis „Kronberg Academy“: Joshua Brown (USA)
- Sonderpreis des Jury-Vorsitzenden Benjamin Schmid: Joshua Brown (USA)

## Ehrenpräsidenten und Künstlerische Leiter
| Jahr | Ehrenpräsident    | Künstlerischer Leiter         |
| ---- | ----------------- | ----------------------------- |
| 1987 | -                 | Klaus Volk                    |
| 1991 | Yehudi Menuhin    | Harry Oesterle                |
| 1995 | Igor Oistrach     | Christian Pyhrr               |
| 1999 | Tibor Varga       | Christian Pyhrr               |
| 2003 | Gidon Kremer      | Christian Pyhrr/Julius Berger |
| 2006 | Gidon Kremer      | Julius Berger                 |
| 2009 | Gidon Kremer      | Julius Berger                 |
| 2013 | Bruno Weil        | Julius Berger                 |
| 2016 | Igor Ozim         | Petru Munteanu                |
| 2019 | Salvatore Accardo | Linus Roth                    |

## CD-Produktionen von Preisträgern (Auswahl)
- Suyeon Kim, 1. Preisträgerin 2003, Bayerische Kammerphilharmonie, Leitung Pietari Inkinen. Wolfgang Amadeus Mozart: Concerto for Violin and Orchestra in D major KV 218, Symphony No. 8 in D major KV 48 / Karl Amadeus Hartmann: Suite No. 2 for Solo Violin, Concerto funèbre for Violin and Strings (OehmsClassics OC 512).
- Yura Lee, 1. Preisträgerin 2006, Bayerische Kammerphilharmonie, Leitung Reinhard Goebel. Johann Christian Bach: Sinfonia in D major (Overture to „Amadis de Gaule“, Paris 1779) / Simon Le Duc: Symphony in E-flat major / Chevalier de Saint-George: Concerto in G major op. 2 No. 1 / Pierre-Montan Berton L´Ainé: Chaconne in E minor / Wolfgang Amadeus Mozart: „Parisian“ Symphony in D major KV 297 (OehmsClassics OC 705).
- Friederike Starkloff, 2. Preisträgerin 2009, José Gallardo (Klavier). Wolfgang Amadeus Mozart: Sonata in F major KV 377, Sonata in B-flat major KV 454, Sonata in A major KV 526 / Mozart-Kreisler: Rondo, Allegretto, from Haffner-Serenade KV 250 (OehmsClassics OC 756).
- Maia Cabeza, 1. Preisträgerin 2013, José Gallardo (Klavier), Liga Skride (Cembalo), CONCERTINO Ensemble, Leitung Dirk Kaftan. Wolfgang Amadeus Mozart: Sonate für Violine und Klavier in D-Dur KV 306, Adagio E-Dur KV 261, Rondo C-Dur KV 373 / Alfred Schnittke: Fuge für Violine solo 1953, Sonate für Violine und Kammerorchester 1963/68 (OehmsClassics OC 766).
- Ji Won Song, 1. Preisträgerin 2016, José Gallardo (Klavier). Wolfgang Amadeus Mozart: Sonate für Violine und Klavier Es-Dur KV 481, Sonate für Violine und Klavier F-Dur KV 376 (374d) / Ludwig van Beethoven: Romanze F-Dur op. 50, Rondo G-Dur WoO 41 / Fritz Kreisler: Rondino über ein Thema von Beethoven / Pablo de Sarasate: Fantasie die Zauberflöte von Mozart (Rondeau – Klanglogo KL1523).

## Filme
- Eingetaucht in die Ewigkeit, Augsburg – die bayerische Mozartstadt, eine Filmdokumentation von Bernhard Graf, Bayerischer Rundfunk, 2011, Spurensuche über Leopold Mozart und seine Ahnen.
- Mozart – die wahre Geschichte, eine Filmdokumentation von Bernhard Graf, Bayerischer Rundfunk, 2012, Dokumentarspiel über Leopold Mozart, seinen berühmten Sohn und seine Vorfahren.